# Praćevac
Praćevac (cyr. Праћевац) – wieś w Czarnogórze, w gminie Berane. W 2011 roku liczyła 31 mieszkańców.